# Bandera de la República Socialista Soviética Carelo-Finesa
La bandera de la República Socialista Soviética Carelo-Finesa fue adoptada por la RSS Carelo-Finesa en 1953.  Es una modificación de la bandera nacional de la URSS. 

## Descripción
La bandera de la República Socialista Soviética Carelo-Finesa se presenta como un paño rectangular de color rojo con una franja verde en el borde inferior (la cual representa los bosques) sobre la cual hay una franja celeste (la cual representa los ríos y lagos de la región), con el martillo y la hoz dorados, y la estrella con bordes dorados en la parte superior del cantón.

## Historia
Antes de esto, la bandera era roja con un martillo y la hoz dorada en la esquina superior izquierda, y los caracteres latinos Karjalais-Suomalainen SNT (Karjalais-Suomalainen Sosialistinen Neuvostotasavalta) con Карело-Финская ССР (Карело-Финская Советская Социалистическая Республика) debajo de ellos en dorado en un tipo de letra sans-serif.
En una propuesta de 1947 aparece exactamente el mismo diseño como la bandera adoptada en 1953, excepto con las abreviaciones K.-S.S.N.T. y К.-Ф.С.С.Р. en dorado en un tipo de letra sans-serif por debajo de la hoz y el martillo dorado. La propuesta también contó con una línea de árboles estilizados en color negro en la línea azul que habría hecho que se destaque entre las banderas de la República Socialista Soviética Carelo-Finesa.

## Banderas históricas

Bandera de la República Socialista Soviética Carelo-Finesa (1940-1953)
Bandera de la República Socialista Soviética Carelo-Finesa (1953-1956)
Bandera de la República Autónoma Socialista Soviética de Carelia (1978-1991)